# Adieu (canção)
"Adieu" em (Língua norueguesa: "Adjø", em Língua portuguesa: "Adeus") foi a canção que representou a Noruega no Festival Eurovisão da Canção 1982, interpretada em norueguês por Jahn Teigen e Anita Skorgan..Na final norueguesa  a canção surgiu com o título em norueguês "Adjø", tendo o título sido traduzido depois para francês.
A canção é uma balada, na qual o duo fala de dois amantes terminando um relacionamento. Eles prometem manterem-se amigos, mesmo que que não estejam juntos.  A letra desta canção canção é premonitória para ambos os cantores, aplicar-se-ia aos dois, viviam juntos, casaram-se em 1984  e cantaram juntos, tiveram uma filha Sara Skorgan Teigen (nascida em agosto de 1984 e que é atualmente uma artista fotógrafa, que produziu várias capas de álbuns musicais) , divorciaram-se uns anos depois (1987), mas permaneceram amigos, como diz na letra.
Foi a terceira canção a ser interpretada na noite do evento, a seguir à canção luxemburguesa "Cours après le temps", interpretada por  Svetlana e antes da canção britânica "One Step Further" interpretada pela banda  Bardo. Terminaram a competição em 12.º (entre 18 participantes) tendo recebido 40 pontos. 
No ano seguinte, em 1983  a Noruega seria representada novamente por Jahn Teigen (com Anita Skorgan fazendo parte do coro) com a canção Do Re Mi". O duo lançou também uma versão em inglês intitulada "Tell Me". 